# Берекетли-Каракумский заповедник
Берекетли-Каракумский заповедник (туркм. Bereketli-Garagum goraghanasy; Благодатные Каракумы) — государственный природный заповедник, расположенный в северной части Ахалского велаята Туркменистана, в пустыне Каракумы.
Площадь заповедника 87 тыс. га. Он был создан в 2013 году в целях дальнейшего совершенствования деятельности по охране и сохранению уникальной экосистемы и природных богатств пустыни Каракумы. Территория заповедника в перспективе будет рекомендована для внесения в список Всемирного природного наследия ЮНЕСКО.

## Флора и фауна
На территории заповедника и его заказника встречается более 1000 видов животных, 20 видов млекопитающих, 150 видов птиц, 15 видов пресмыкающихся, 1 вид земноводных, а остальные представлены беспозвоночными. В Красную книгу Туркменистана занесены беркут, авдотка, джейран и другие.
В заповеднике произрастает 293 вида флоры, в том числе 210 видов высших растений. К нуждающимся в строгой охране относятся согдийский тюльпан, кандым улитка, эремоспартон обвислый, астрагал Максимовича, туркменский ожерельник, ферула каракумская.